# Oncostoma
Oncostoma là một chi chim trong họ Tyrannidae.